# درمان عقرب (سرده)
درمان عقرب، درخت بابل (نام علمی: Parkinsonia) نام یک سرده از زیرخانواده ارغوانیان است.

## گیاه‌شناسی
درختچه یا درختی پرمانند، همیشه‌سبز، با ساقهٔ سبز و خاردار، بومی جنوب شرقی ایالات متحده می‌باشد. ارتفاع و قطر تاج‌پوشش آن به ۳ الی ۸ متر یا بیشتر می‌رسد. برگ‌های آن طویل و خطی با رگبرگ‌های میانی پهن و برگچه‌های ریز، بیضوی و زودافت هستند. گل‌آذین خوشه‌ای محوری، گل‌های معطر، دارای ۵ گلبرگ زرد رنگ که در خوشه‌های گنبدی شکل در بهار ظاهر می‌شوند. گلبرگ‌ها به طول ۱۵–۱۸ میلیمتر، نیام بطول ۱۰–۵/۷ سانتیمتر و به عرض ۶–۱۰ میلی‌متر، خطی، ۱–۶ دانه ای.
این گونه در مناطق جنوبی کشور کاشته شده‌است و علاوه بر ایران در نواحی گرم و مرطوب آمریکا و سایر نقاط گرم و مرطوب دنیا می‌روید.

## کاربرد در فضای سبز
درمان عقرب به عنوان یک درختچه کوتاه گل دار و بسیار زیبا در وسط محوطه‌های چمن‌کاری شده با پس زمینه سبز رنگ چمن، زیبایی خاصی دارد. این درختچه زیبا به دلیل کوچکی حجم تاج پوشش و گل‌های بسیار زیبایش، جهت کاشت در حاشیه پیاده‌رو، پارک‌های شهری، پارک‌های کودک و نیز کاشت در وسط بلوارهای شهری بسیار مناسب می‌باشد.

## مراقبت‌های باغبانی
این گیاه قادر به تحمل گرمای زیاد می‌باشد. به سرما حساس می‌باشد ولی در هوای سرد با دمای زیر ۸- درجه سانتی گراد آسیب می‌بیند. (در شرایط آب وهوایی تهران کاشته شده و رشد خوبی هم دارد). جهت رشد مناسب به خاک حاصلخیزی با زهکشی بسیار خوب هوای خشک و آفتاب کامل نیاز دارد. گیاهان کاشته شده در گلدان در طول فصل رشد به آبیاری متوسط و در سایر مواقع سال به آب کمی نیاز دارند. به هرس بردبار است ولی هرس کردن درخت باعث آسیب دیدن ظاهر طبیعی و زیبای آن می‌شود. از آفات این درختچه می‌توان سوسک چوبخوار را نام برد.
ازدیاد :
ازدیاد آن به وسیله کاشت بذر در بهار امکان‌پذیر است.
کاشت درخت پارکینسونیا اکولاتا یا درمان عقرب:
قبل از کاشت بذر را به مدت ۵ ثانیه در آب جوش قرار دهید. یک راه دیگر برای جوانه زنی سریع تر این است که بذرها را به مدت ۳ تا ۴ روز در آب قرار داده و بعد از گذشت این زمان، بذرها را به مدت ۱ روز در آب گرم قرار داد. با این روش معمولاً بذرها ۲ تا ۱۰ روز بعد از کاشت جوانه می‌زنند. سپس بذر را به عمق ۶ میلی‌متر در یک گلدان ۱۸ سانتی‌متری حاوی خاک مرطوب و با کیفیت بکارید. می‌توانید گلدان را با مخلوطی از دو قسمت شن و ماسه، یک قسمت پرلیت و یک قسمت کمپوست پر کنید. دمای مناسب برای جوانه زنی بذر درخت پارکینسونیا اکولاتا ۲۴ درجه سانتی گراد یا بالاتر می‌باشد. در دمای کمتر از ۲۴ درجه جوانه زنی مدت زمان بیشتری طول می‌کشد. خاک را مرطوب نگه دارید ولی آن را خیس نکنید. گلدان را در یک مکان روشن قرار دهید. در اولین تابستان گلدان را خارج از خانه در یک مکان با سایه جزئی قرار دهید و در اوایل پاییز بعد از اولین بارش، نهال را در یک مکان با آفتاب کامل در زمین بکارید.